# Kościół Najświętszej Maryi Panny Wniebowziętej w Lutyni
Kościół Najświętszej Maryi Panny Wniebowziętej w Lutyni – rzymskokatolicki kościół parafialny we wsi Lutynia, w gminie Dobrzyca, w powiecie pleszewskim, w województwie wielkopolskim. Należy do dekanatu Dobrzyca. Świątynia stanowi Sanktuarium Matki Bożej Miłościwej.

## Historia, architektura i wyposażenie

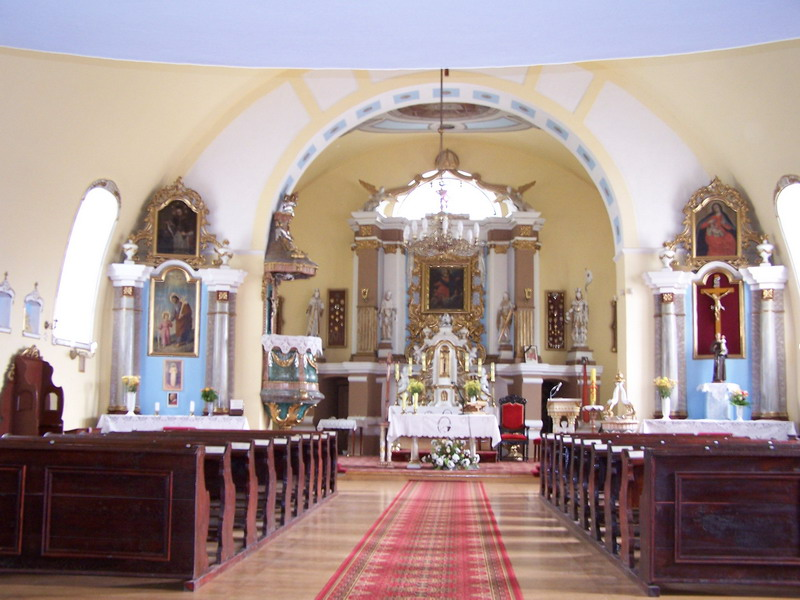
Wnętrze świątyni

Jest to świątynia bezstylowa wybudowana w latach 1801–1802 przez dziedzica Lutyni, Józefa Otuskiego. Od zachodu znajduje się kwadratowa wieża z baniastym hełmem, a od wschodu półkolista zakrystia. We wnętrzu mieści się sklepienie kolebkowe. Klasycystyczne wyposażenie zostało wykonane na początku XIX stulecia. W ołtarzu głównym mieści się obraz Matki Bożej z Dzieciątkiem z XVII stulecia namalowany na płótnie przez nieznanego autora (ozdobiony sukienką drewnianą z 1 połowy XVIII stulecia), zasłonięty przez obraz Wniebowzięcia Najświętszej Maryi Panny z XIX stulecia. Jest on od wieków celem pielgrzymek (15 sierpnia) i jako uznany za cudowny został koronowany w dniu 13 sierpnia 1972 roku przez prymasa Stefana Wyszyńskiego za pozwoleniem papieża Pawła VI. Ogólna kolorystyka obrazu jest bardzo spokojna i wyraźna. Maryja nieznacznie odwraca głowę ku Dzieciątku, wskazując prawą ręką na Chrystusa. Dzieciątko prawą ręką błogosławi, lewą opiera na zamkniętej książce. Maryja jest ubrana w czerwoną suknię okrytą zielonym płaszczem zakończonym lamówką, Chrystus – sukienkę jasnoczerwoną. Tło obrazu jest ciemne, podświetlone nieco aureolami wokół głów Maryi i Jezusa. W ołtarzach bocznych udekorowanych przez rokokowe zwieńczenia, mieszczą się obrazy z końca XVIII stulecia. Na chórze, podpartym przez 2 kolumny, umieszczone są małe organy z końca XVIII stulecia.